# Paraphoxus epistomus
Paraphoxus epistomus är en kräftdjursart. Paraphoxus epistomus ingår i släktet Paraphoxus och familjen Phoxocephalidae. Inga underarter finns listade i Catalogue of Life.